# Pedra Mole
Pedra Mole est une municipalité brésilienne située dans l'État du Sergipe.